# Siemił (władca Dalemińców)
Siemił (łac. Semela) – władca łużyckiego plemienia Dalemińców z początku IX wieku.
W roku 805 wojska frankijskie pod wodzą Karola Wielkiego wyprawiły się na terytorium czeskie. Po drodze przeszły przez kraj Dalemińców, których książę Siemił stawił opór najeźdźcom. Został jednak pokonany i zmuszony do uległości. Pobity władca zmuszony został do oddania w charakterze zakładników dwóch swoich synów.